# Nahuel Arroyo
Nahuel Arroyo Mazorra (Santa Cristina d'Aro, 26 març de 1995) és un futbolista català que juga com a extrem esquerre per l'Albacete Balompié.

## Carrera de club
Arroyo va formar-se a l'EF Gironès-Sàbat, EF Sant Feliu de Guíxols i Girona FC. Va debutar com a sènior amb el Girona FC B durant la temporada 2014–15, en lliga d'àmbit català.
El 22 de juny de 2017, Arroyo signà contracte amb el Palamós CF de Tercera Divisió. El següent maig, després d'haver estat titular habitual, va marxar a la UA Horta de la mateixa categoria, i va ajudar aquest darrer club a arribar als play-offs de 2018.
El 25 de juny de 2019, Arroyo va fitxar per la UE Llagostera, acabat de pujar a Segona Divisió B. El 5 d'octubre, va marcar un doblet en una victòria per 3–0 a fora contra l'Oriola CF.
El 5 d'agost de 2020, Arroyo signà contracte per tres anys amb l'Albacete Balompié de Segona Divisió. Hi va debutar com a professional el 22 d'octubre, entrant com a substitut d'Álvaro Peña en un empat 0–0 contra el RCD Mallorca.